# 洪锡炫
洪锡炫（韓語：홍석현，1949年10月20日—），韩国传媒大亨、《中央日报》社长。
洪锡炫毕业于首尔大学电子工学系。后赴美国留学，先后获斯坦福大学工业工程硕士、经济学博士学位。1999年起出任《中央日报》社长。2002年当选世界报业协会主席。2004年底，被任命为韩国驻美大使。2005年7月，他因窃听丑闻而辞职。此外，洪锡炫还是大韩围棋协会会长、韩国棋院总裁、国际围棋联盟主席。